# Тасос Авлонітіс
Тасос Авлонітіс (грец. Τάσος Αυλωνίτης, нар. 1 січня 1990, Халкіда) — грецький футболіст, захисник.
Виступав, зокрема, за клуби «Паніоніос», «Олімпіакос» та «Панатінаїкос», а також молодіжну збірну Греції.

## Клубна кар'єра
Народився 1 січня 1990 року. Вихованець футбольної школи клубу «Халкінео Евіас».
У дорослому футболі дебютував 2007 року виступами за команду клубу «Егалео», в якій провів один сезон, взявши участь у 19 матчах чемпіонату. 
Згодом з 2008 по 2011 рік грав у складі команд клубів «Ілісіакос» (на правах оренди), «Егалео» та «Кавала».
Своєю грою за останню команду привернув увагу представників тренерського штабу клубу «Паніоніос», до складу якого приєднався 2011 року. Відіграв за клуб з Неа-Смірні наступні три сезони своєї ігрової кар'єри.
До складу клубу «Олімпіакос» приєднався 2014 року. Протягом двох сезонів відіграв за клуб з Пірея 18 матчів в національному чемпіонаті, після чого був відданий в оренду до австрійського «Штурма».
Згодом без особливих успіхів грав за шотландський «Гарт оф Мідлотіан» та на батьківщині за «Панатінаїкос», після чого знову грав за «Штурм», вже на умовах повноцінного контракту.
Протягом 2020–2021 років грав в Італії за «Асколі», після чого на початку 2022 року став гравцем кіпрського «Аполлона» (Лімасол). Провівши за його команду 8 ігор протягом півроку, влітку залишив її, ставши вільним агентом.

## Виступи за збірну
У 2009 році дебютував у складі юнацької збірної Греції, взяв участь у 2 іграх на юнацькому рівні.

## Титули і досягнення
- Чемпіон Кіпру (1):

«Аполлон»: 2021–22